# Камнеломка поникающая
Камнеломка поникающая (лат. Saxifraga cernua) — вид травянистых растений рода Камнеломка (Saxifraga) семейства Камнеломковые (Saxifragaceae).

## Ботаническое описание

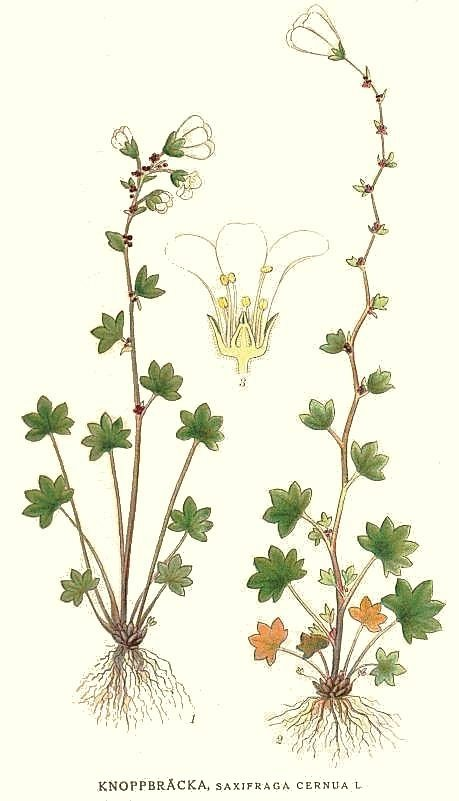
Камнеломка поникающая.

Корневище тонкое, косое. Стебли одиночные, облиственные. Покрыты железистыми волосками.
Плоды не развиваются. Размножение происходит выводковыми почками. Прикорневые листья на длинных черешках постепенно переходят в сидячие.

## Распространение
Встречается в северной половине Евразии и Северной Америки.

## Значение и применение
Летом поедается северным оленем (Rangifer tarandus).

## Классификация

### Синонимы
По данным The Plant List на 2010 год, в синонимику виду входят:
- Lobaria cernua (L.) Haw.
- Miscopetalum cernuum (L.) Gray
- Saxifraga simulata Small